# Де Жезус, Закари
Закари Де Жезус (англ. Zachary De Jesus; 4 февраля 2006, Вуллонгонг) — австралийский футболист, правый защитник клуба «Сидней».

## Клубная карьера
Закари родился в Вуллонгонге, в семье с португальскими и австралийскими корнями. С раннего детства проявлял интерес к футболу и уже в возрасте 4 лет начал заниматься спортом. Его первые шаги в футболе были сделаны в местных клубах, где он учился азам игры. В возрасте 14 лет, в 2020 году, он присоединился к юношеской академии клуба «Вуллонгонг Вулвз», где привлёк внимание скаутов.
В 2021 году Закари присоединился к «Сидней Юнайтед», где его игру стали замечать более крупные клубы. В 2023 году он подписал профессиональный контракт с клубом «Сидней», и вскоре начал выступать за его молодёжный состав. Уже в дебютном сезоне он привлёк внимание тренеров основной команды.
В ноябре 2023 года Де Жезус дебютировал за основную команду «Сиднея» в А-Лиге в победном (5:0) матче против «Аделаида Юнайтед».

## Карьера в сборной
Закари был вызван в сборную Австралии до 17 лет в 2022 году и дебютировал на международной арене, играя в нескольких турнирах и дружественных матчах. В частности, в 2023 году он был частью состава, который принял участие в Молодёжном Кубке Азии AFC 2023 в Таиланде, где команда показала достойные результаты, но не сумела выйти из группы.